# Port Glasgow Athletic F.C.
Port Glasgow Athletic F.C., właśc. Port Glasgow Athletic Football Club – szkocki klub piłkarski z siedzibą w Port Glasgow.

## Historia
Klub istniał w latach 1880–1912. W swojej historii rozegrał 8 sezonów w pierwszej lidze, w czasach kiedy stanowiły ją rozgrywki First Division. Występował też przez 10 sezonów na poziomie drugiej ligi (w Second Division), po raz ostatni w edycji 1910/1911.

### Historia występów w pierwszej lidze
| Sezon   | Liga           | Miejsce      |
| ------- | -------------- | ------------ |
| 1902/03 | First Division | 11.          |
| 1903/04 | First Division | 9.           |
| 1904/05 | First Division | 11.          |
| 1905/06 | First Division | 15.          |
| 1906/07 | First Division | 16.          |
| 1907/08 | First Division | 18.          |
| 1908/09 | First Division | 14.          |
| 1909/10 | First Division | 18. (spadek) |

## Reprezentanci kraju grający w klubie
|  | - Tom Brandon - Robert Findlay - Gladstone Hamilton - Alex Menzies - Duncan Stewart |